# Puchlakowskij (rejon wierchniedoński)
Puchlakowskij (ros. Пухляковский) – chutor w Rosji, w obwodzie rostowskim, w rejonie wierchniedońskim. W 2010 liczył 84 mieszkańców.